# Гладких, Павел Юрьевич
Павел Юрьевич Гладких (род. 24 августа 1994) — белорусский самбист и дзюдоист, чемпион и призёр первенств Белоруссии по дзюдо среди кадетов, призёр первенств Белоруссии среди юниоров, чемпион Белоруссии по дзюдо, призёр первенств Европы по самбо и дзюдо среди юношей и юниоров, чемпион Европы по самбо, призёр чемпионата мира по самбо, мастер спорта Белоруссии по самбо. По самбо выступает в весовой категории до 64 кг. Наставником Павла Гладких является С. А. Позняк.

## Выступления на чемпионатах Белоруссии
- Чемпионат Белоруссии по дзюдо 2011 года — ;